# Могильний Мис
Моги́льний Мис (рос. Могильный Мыс) — присілок у складі Колпашевського району Томської області, Росія. Входить до складу Чажемтовського сільського поселення.

## Населення
Населення — 324 особи (2010; 384 у 2002).
Національний склад (станом на 2002 рік):
- росіяни — 92 %